# The Call of Home

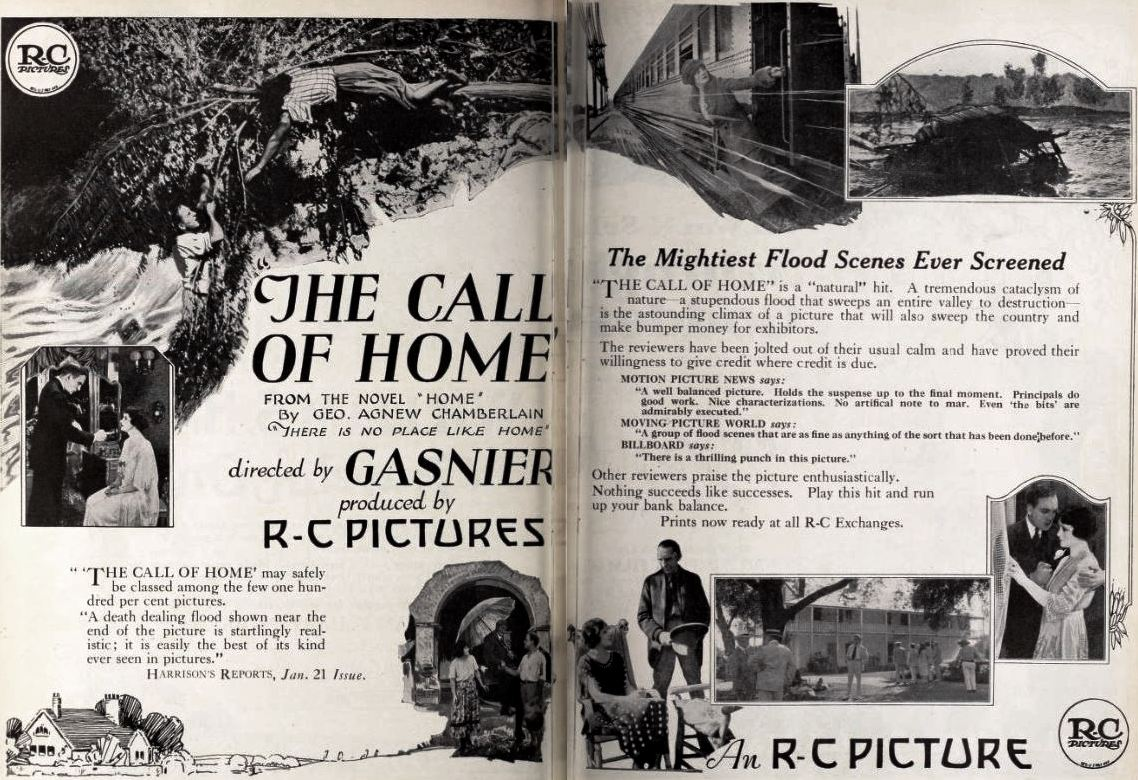
Annonce du film dans le magazine Exhibitors Herald.

The Call of Home est un film américain réalisé par Louis Gasnier et sorti en 1922.

## Fiche technique
- Réalisation : Louis Gasnier
- Scénario : Eve Unsell d'après le roman Home de George Agnew Chamberlain (1914)[1].
- Production : Robertson-Cole Pictures Corporation
- Photographie : Joseph A. Dubray
- Durée : 60 minutes (6 bobines)[2]
- Date de sortie : 5 février 1922

## Distribution

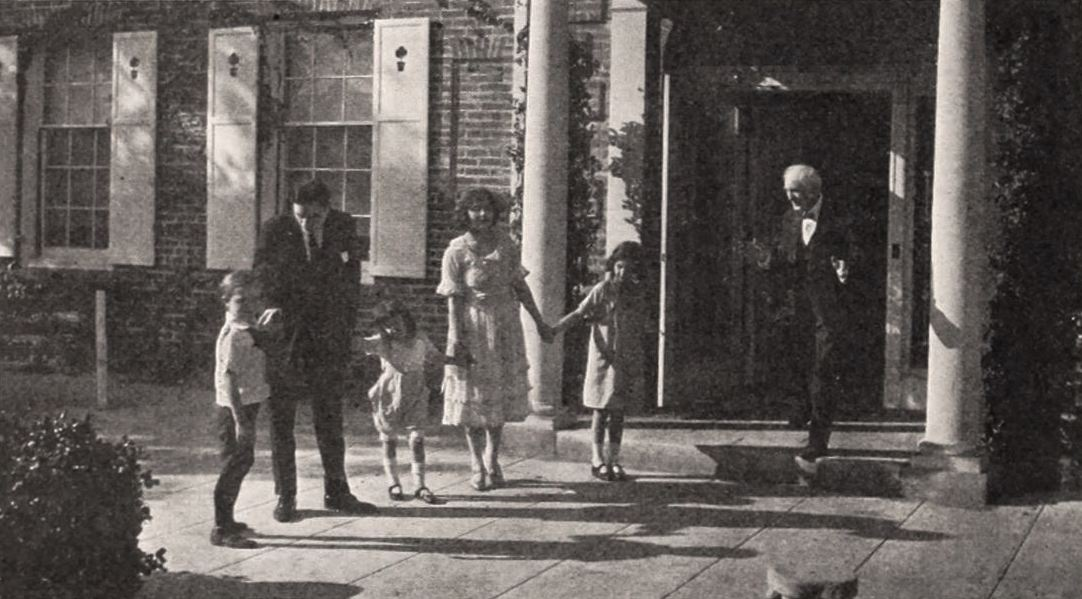
Un scène du film avec Irene Rich et Ramsey Wallace.

- Léon Bary :	Alan Wayne
- Irene Rich : Alix Lansing
- Ramsey Wallace :	Gerry Lansing
- Margaret Mann :	Gerry's Mother
- Jobyna Ralston :	Clem
- Genevieve Blinn : Nancy Wayne
- Wadsworth Harris :	Captain Wayne
- James O. Barrows : Butler
- Carl Stockdale :	Kemp
- Emmett King : Lieber
- Norma Nichols : 	Margarita
- Sidney Franklin : Priest
- Harry Lonsdale : Consul